# Smrk nad Plešným jezerem
Smrk nad Plešným jezerem byl objeven již jako souš při průzkumu starých stromů Šumavy v roce 2016. Letokruhovou analýzou bylo zjištěno stáří stromu 623 let, dendrochronologickou analýzou rok zániku 1994.

## Základní údaje
- obvod: 182 cm / průměr: 58 cm
- věk: 623 let (podle počtu letokruhů) / přes 633 let (při zohlednění místa odběru)
- doba života: 1362–1994
- rozptyl letokruhů: 0,03–1,6 milimetru

## Průzkum
Strom byl objeven při výzkumu starých stromů Šumavy, který prováděla Mendelova univerzita. Smrk v karu Plešného jezera byl už při průzkumu považovaný za jeden z nejstarších, což potvrdila laboratorní analýza. S 623 letokruhy je považován za nejstarší známý smrk v České republice. Vzorek byl odebírán ve výšce 50 centimetrů, takže se předpokládá, že skutečné stáří stromu je přinejmenším o 10 let vyšší. Strom rostl první část svého života v zástinu, takže dřevní hmota přibývala pomalu. Koncem 17. století dosahovaly nové letokruhy až milimetru a nejvyšší přírůstky vykazoval v 18. století. Poté se růst zpomalil a v roce 1994 strom definitivně odumřel, pravděpodobně za přispění kůrovce.